# Big Mouth (televisieserie)
Big Mouth is een Amerikaanse animatieserie, gemaakt door Nick Kroll, Andrew Goldberg, Mark Levin en Jennifer Flackett. De 10 afleveringen van het eerste seizoen werden uitgebracht door Netflix op 29 september 2017. Het tweede seizoen (eveneens 10 afleveringen) werd uitgebracht op 5 oktober 2018. Op 8 februari 2019 werd er eenmalig een speciale aflevering uitgebracht in het kader van Valentijnsdag.

## Verhaal
De serie volgt een groep middelbarescholieren die leren omgaan met de veranderingen als gevolg van de puberteit. Onder hen zijn de vrienden Nick Birch en Andrew Glouberman. Ze worden bijgestaan door hun 'hormoonmonsters', fictieve wezens die hen voorzien van al dan niet goedbedoelde adviezen. Door de serie heen komen diverse thema's aan bod, zoals ongesteldheid, masturberen en homoseksualiteit.

## Rolverdeling
| Acteur                      | Personage                    |
| --------------------------- | ---------------------------- |
| Nick Kroll                  |                              |
| Nick Birch                  |                              |
| Maurice the Hormone Monster |                              |
| Coach Steve Steve           |                              |
| Rick the Hormone Monster    |                              |
| Lola                        |                              |
| The Jansen Twins            |                              |
| John Mulaney                | Andrew Glouberman            |
| Jessi Klein                 | Jessi Glaser,                |
| Jason Mantzoukas            | Jay Bilzerian                |
| Jenny Slate                 | Missy Foreman-Greenwald      |
| Fred Armisen                | Elliot Birch                 |
| Maya Rudolph                | Connie the Hormone Monstress |
| Maya Rudolph                | Diane Birch                  |
| Jordan Peele                | Ghost of Duke Ellington      |

## Afleveringen
| Seizoen | Seizoen | Afleveringen | Vrijgegeven       |
| ------- | ------- | ------------ | ----------------- |
|         | 1       | 10           | 29 september 2017 |
|         | 2       | 10           | 5 oktober 2018    |
|         | 3       | 11           | 8 februari 2019   |
|         | 4       | 10           | 4 december 2020   |
|         | 5       | 10           | 5 november 2021   |
|         | 6       | 10           | 28 oktober 2022   |

### Seizoen 1
| Nr. | Afl. | Titel                                                  | Regisseur        | Schrijver                                                  | Vrijgegeven       |
| --- | ---- | ------------------------------------------------------ | ---------------- | ---------------------------------------------------------- | ----------------- |
| 1   | 1    | "Ejaculation"                                          | Joel Moser       | Nick Kroll, Andrew Goldberg, Jennifer Flackett, Mark Levin | 29 september 2017 |
| 2   | 2    | "Everybody Bleeds"                                     | Bryan Francis    | Kelly Galuska                                              | 29 september 2017 |
| 3   | 3    | "Am I Gay?"                                            | Mike L. Mayfield | Joe Wengert                                                | 29 september 2017 |
| 4   | 4    | "Sleepover: A Harrowing Ordeal of Emotional Brutality" | Joel Moser       | Jess Dweck, Victor Quinaz                                  | 29 september 2017 |
| 5   | 5    | "Girls Are Horny Too"                                  | Bryan Francis    | Emily Altman                                               | 29 september 2017 |
| 6   | 6    | "Pillow Talk"                                          | Mike L. Mayfield | Peter A. Knight                                            | 29 september 2017 |
| 7   | 7    | "Requiem for a Wet Dream"                              | Joel Moser       | Duffy Boudreau                                             | 29 september 2017 |
| 8   | 8    | "The Head Push"                                        | Bryan Francis    | Emily Altman, Jennifer Flackett, Mark Levin                | 29 september 2017 |
| 9   | 9    | "I Survived Jessi's Bat Mitzvah"                       | Mike L. Mayfield | Kelly Galuska                                              | 29 september 2017 |
| 10  | 10   | "The Pornscape"                                        | Joel Moser       | Gil Ozeri                                                  | 29 september 2017 |

### Seizoen 2
| Nr. | Afl. | Titel                         | Regisseur     | Schrijver       | Vrijgegeven    |
| --- | ---- | ----------------------------- | ------------- | --------------- | -------------- |
| 11  | 1    | "Am I Normal?"                | Bob Suarez    | Andrew Goldberg | 5 oktober 2018 |
| 12  | 2    | "What Is It About Boobs?"     | Bryan Francis | Kelly Galuska   | 5 oktober 2018 |
| 13  | 3    | "The Shame Wizard"            | Joel Moser    | Victor Quinaz   | 5 oktober 2018 |
| 14  | 4    | "Steve the Virgin"            | Bob Suarez    | Joe Wengert     | 5 oktober 2018 |
| 15  | 5    | "The Planned Parenthood Show" | Bryan Francis | Emily Altman    | 5 oktober 2018 |
| 16  | 6    | "Drug Buddies"                | Joel Moser    | Gil Ozeri       | 5 oktober 2018 |
| 17  | 7    | "Guy Town"                    | Bob Suarez    | Joe Wengert     | 5 oktober 2018 |
| 18  | 8    | "Dark Side of the Boob"       | Bryan Francis | Kelly Galuska   | 5 oktober 2018 |
| 19  | 9    | "Smooch or Share"             | Joel Moser    | Alex Rubens     | 5 oktober 2018 |
| 20  | 10   | "The Department of Puberty"   | Bob Suarez    | Gil Ozeri       | 5 oktober 2018 |

### Seizoen 3
| Nr. | Afl. | Titel                                | Regisseur                       | Schrijver                                                                                    | Vrijgegeven     |
| --- | ---- | ------------------------------------ | ------------------------------- | -------------------------------------------------------------------------------------------- | --------------- |
| 21  | 1    | "My Furry Valentine"                 | Kim Arndt, Bob Suarez           | Verhaal: Andrew Goldberg, Jennifer Flackett, Joe Wengert Script: Emily Altman, Victor Quinaz | 8 februari 2019 |
| 21  | 1    | "My Furry Valentine"                 | Kim Arndt, Bob Suarez           | Verhaal: Nick Kroll, Mark Levin, Kelly Galuska Script: Gil Ozeri, Jaboukie Young-White       | 8 februari 2019 |
| 22  | 2    | "Girls Are Angry Too"                | Bob Suarez                      | Hayley Adams, JoEllen Redlingshafer, Kelsey Cressman                                         | 4 oktober 2019  |
| 23  | 3    | "Cellsea"                            | Bryan Francis                   | Joe Wengert                                                                                  | 4 oktober 2019  |
| 24  | 4    | "Obsessed"                           | Joel Moser                      | Kelly Galuska, Jaboukie Young-White                                                          | 4 oktober 2019  |
| 25  | 5    | "Florida"                            | Kim Arndt                       | Victor Quinaz                                                                                | 4 oktober 2019  |
| 26  | 6    | "How To Have An Orgasm"              | Bob Suarez                      | Emily Altman                                                                                 | 4 oktober 2019  |
| 27  | 7    | "Duke"                               | Bryan Francis                   | Gil Ozeri, Jak Knight                                                                        | 4 oktober 2019  |
| 28  | 8    | "Rankings"                           | Joel Moser                      | Kelly Galuska                                                                                | 4 oktober 2019  |
| 29  | 9    | "The ASSes"                          | Kim Arndt                       | Joe Wengert, Max Silvestri                                                                   | 4 oktober 2019  |
| 30  | 10   | "Disclosure the Movie: The Musical!" | Bob Suarez                      | Emily Altman, Victor Quinaz                                                                  | 4 oktober 2019  |
| 31  | 11   | "Super Mouth"                        | Bryan Francis, Mike L. Mayfield | Gil Ozeri                                                                                    | 4 oktober 2019  |

### Seizoen 4
| Nr. | Afl. | Titel                           | Regisseur     | Schrijver                                                           | Vrijgegeven     |
| --- | ---- | ------------------------------- | ------------- | ------------------------------------------------------------------- | --------------- |
| 32  | 1    | "The New Me"                    | Andres Salaff | Verhaal: Andrew Goldberg & Patti Harrison Scenario: Andrew Goldberg | 4 december 2020 |
| 33  | 2    | "The Hugest Period Ever"        | Bryan Francis | Kelly Galuska                                                       | 4 december 2020 |
| 34  | 3    | "Poop Madness"                  | Dave Stone    | Gil Ozeri                                                           | 4 december 2020 |
| 35  | 4    | "Cafeteria Girls"               | Andres Salaff | Emily Altman                                                        | 4 december 2020 |
| 36  | 5    | "A Very Special 9/11 Episode"   | Bryan Francis | Jak Knight                                                          | 4 december 2020 |
| 37  | 6    | "Nick Starr"                    | Dave Stone    | Victor Quinaz                                                       | 4 december 2020 |
| 38  | 7    | "Four Stories About Hand Stuff" | Andres Salaff | Mitra Jouhari & Brandon Kyle Goodman                                | 4 december 2020 |
| 39  | 8    | "The Funeral"                   | Bryan Francis | Joe Wengert                                                         | 4 december 2020 |
| 40  | 9    | "Horrority House"               | Dave Stone    | Emily Altman & Victor Quinaz                                        | 4 december 2020 |
| 41  | 10   | "What Are You Gonna Do?"        | Andres Salaff | Gil Ozeri                                                           | 4 december 2020 |

### Seizoen 5
| Nr. | Afl. | Titel                               | Regisseur       | Schrijver                    | Vrijgegeven     |
| --- | ---- | ----------------------------------- | --------------- | ---------------------------- | --------------- |
| 42  | 1    | "No Nut November"                   | Bryan Francis   | Gil Ozeri                    | 5 november 2021 |
| 43  | 2    | "The Shane Lizard"                  | Andres Salaff   | Emily Altman & Victor Quinaz | 5 november 2021 |
| 44  | 3    | "Lovebugs"                          | Henrique Jardim | Kelly Galuska                | 5 november 2021 |
| 45  | 4    | "The Green-Eyed Monster"            | Bryan Francis   | Joe Wengert                  | 5 november 2021 |
| 46  | 5    | "Thanksgiving"                      | Andres Salaff   | Brandon Kyle Goodman         | 5 november 2021 |
| 47  | 6    | "Best Friends Make the Best Lovers" | Henrique Jardim | Mitra Jouhari                | 5 november 2021 |
| 48  | 7    | "I F**cking Hate You"               | Bryan Francis   | Jak Knight                   | 5 november 2021 |
| 49  | 8    | "A Very Big Mouth Christmas"        | Henrique Jardim | Joe Wengert & Emily Altman   | 5 november 2021 |
| 50  | 9    | "Sugerbush"                         | Andres Salaff   | Victor Quinaz                | 5 november 2021 |
| 51  | 10   | "Re-New Year's Eve"                 | Bryan Francis   | Gil Ozeri                    | 5 november 2021 |

### Seizoen 6
| Nr. | Afl. | Titel                                 | Regisseur       | Schrijver        | Vrijgegeven     |
| --- | ---- | ------------------------------------- | --------------- | ---------------- | --------------- |
| 52  | 1    | "The Hookup House"                    | Bryan Francis   | Gil Ozeri        | 28 oktober 2022 |
| 53  | 2    | "Twenty Two and You"                  | Alex Salyer     | Joe Wengert      | 28 oktober 2022 |
| 54  | 3    | "Vagina Shame"                        | Henrique Jardim | Emily Altman     | 28 oktober 2022 |
| 55  | 4    | "Rice Purity Test"                    | Bryan Francis   | Victor Quinaz    | 28 oktober 2022 |
| 56  | 5    | "Andrew's Gonna Touch a Boob Tonight" | Alex Salyer     | L.E. Correia     | 28 oktober 2022 |
| 57  | 6    | "The Apple Brooch"                    | Henrique Jardim | Kelsey Krasnigor | 28 oktober 2022 |
| 58  | 7    | "Dadda Dia!"                          | Bryan Francis   | Gabe Liedman     | 28 oktober 2022 |
| 59  | 8    | "Asexual Healing"                     | Alex Salyer     | Shantira Jackson | 28 oktober 2022 |
| 61  | 9    | "The Parents Aren't Alright"          | Henrique Jardim | Kelly Galuska    | 28 oktober 2022 |
| 61  | 10   | "F**ked Up Friday"                    | Bryan Francis   | Gil Ozeri        | 28 oktober 2022 |

## Ontvangst

### Recensies
| Seizoen | Seizoen | Recensies           | Recensies        |
| Seizoen | Seizoen | Rotten Tomatoes     | Metacritic       |
| ------- | ------- | ------------------- | ---------------- |
|         | 1       | 100% (24 recensies) | 80 (6 recensies) |
|         | 2       | 100% (33 recensies) | 90 (9 recensies) |
|         | 3       | 97% (33 recensies)  | 84 (5 recensies) |
|         | 4       | 100% (24 recensies) | 88 (4 recensies) |
|         | 5       | 100% (5 recensies)  | TBA              |
|         | 6       | TBA                 | TBA              |

#### Seizoen 1
Op Rotten Tomatoes geeft 100% van de 23 recensenten het eerste seizoen een positieve recensie, met een gemiddelde score van 8,14/10. Website Metacritic komt tot een score van 80/100, gebaseerd op 6 recensies, wat staat voor "Generally favorable reviews" (over het algemeen gunstige recensies).
De Volkskrant schreef: "Grote thema's als seks behapbaar maken, dat kunnen cartoons als de beste. De nieuwe puberserie Big Mouth bijvoorbeeld. Een béétje vunzig, maar o-zo-bevrijdend."

#### Seizoen 2
Op Rotten Tomatoes geeft 100% van de 33 recensenten het tweede seizoen een positieve recensie, met een gemiddelde score van 8,81/10. Website Metacritic komt tot een score van 90/100, gebaseerd op 9 recensies, wat staat voor "Universal acclaim" (universele toejuiching).

#### Seizoen 3
Op Rotten Tomatoes geeft 97% van de 33 recensenten het derde seizoen een positieve recensie, met een gemiddelde score van 7,86/10. Website Metacritic komt tot een score van 84/100, gebaseerd op 5 recensies, wat staat voor "Universal acclaim" (universele toejuiching).

#### Seizoen 4
Op Rotten Tomatoes geeft 100% van de 22 recensenten het vierde seizoen een positieve recensie, met een gemiddelde score van 8,57/10. Website Metacritic komt tot een score van 88/100, gebaseerd op 4 recensies, wat staat voor "Universal acclaim" (universele toejuiching).

#### Seizoen 5
Het 5e seizoen heeft nog geen recensies gekregen op Rotten Tomatoes .